# Ceres Park
Der Ceres Park ist ein Fußballstadion mit Leichtathletikanlage in der zweitgrößten dänischen Stadt Aarhus. Es gehört zum Komplex Ceres Park & Djurslands Bank Arena, zu dem als weiterer Hauptveranstaltungsort die Mehrzweckhalle Djurslands Bank Arena mit 5000 Plätzen (4.394 Sitz-, 591 Steh- und 15 Rollstuhlplätze) und weitere kleinere Hallen gehören. Zu Konzerten bietet sie 7000 Plätze.

## Stadion
Der Fußballverein Aarhus GF trägt im Stadion seine Heimspiele aus, dass 19.433 überdachte Sitzplätze bietet. Zu Konzerten können bis zu 50.000 Menschen in das Stadion und die Spielfläche lässt sich beheizen. Nach dem Parken und dem Brøndby Stadion ist der Ceres Park das drittgrößte Stadion in Dänemark. Die Djurslands Bank Arena wird u. a. von der Handballmannschaft Århus Håndbold genutzt.
Der ursprüngliche Århus Idrætspark (deutsch Århus Sportpark) wurde von dem Architekten Axel Høeg-Hansen entworfen. Am 5. Juni 1920 wurde die Anlage, in Anwesenheit von König Christian X. und Königin Alexandrine, eingeweiht. Eine der Hallen brannte während des Zweiten Weltkrieges ab und wurde 1947 neugebaut und unter dem Namen Nye Stadionhal wiedereröffnet.
1993 wurde die Anlage renoviert und dazu kam ein Sport-Hotel und Büros. Zu einer großen Renovierung kam es dann im Jahr 2001. Das Stadion wurde komplett erneuert und die Mehrzweckhalle NRGi Arena errichtet. Die Kosten beliefen sich auf 240 Mio. DKK (etwa 32,2 Mio. €).
Das Stadion war einer der vier dänischen Spielstätten der U-21-Fußball-Europameisterschaft 2011.
Im Herbst 2006 wurde das Stadion nach dem Energieversorgungsunternehmen NRGi benannt. Nach neun Jahren löste das Unternehmen zum Sommer 2015 den Sponsorenvertrag über die Namensrechte.
Anfang Juli 2015 erwarb die dänische Brauerei Ceres die Sponsoringrechte an der Anlage. Aus dem NRGi Park wurde zur Saison 2015/16 der Ceres Park und die Halle trug den Namen Ceres Arena. Im Mai 2023 erhielt die Halle den Namen Djurslands Bank Arena.

## Tribünen

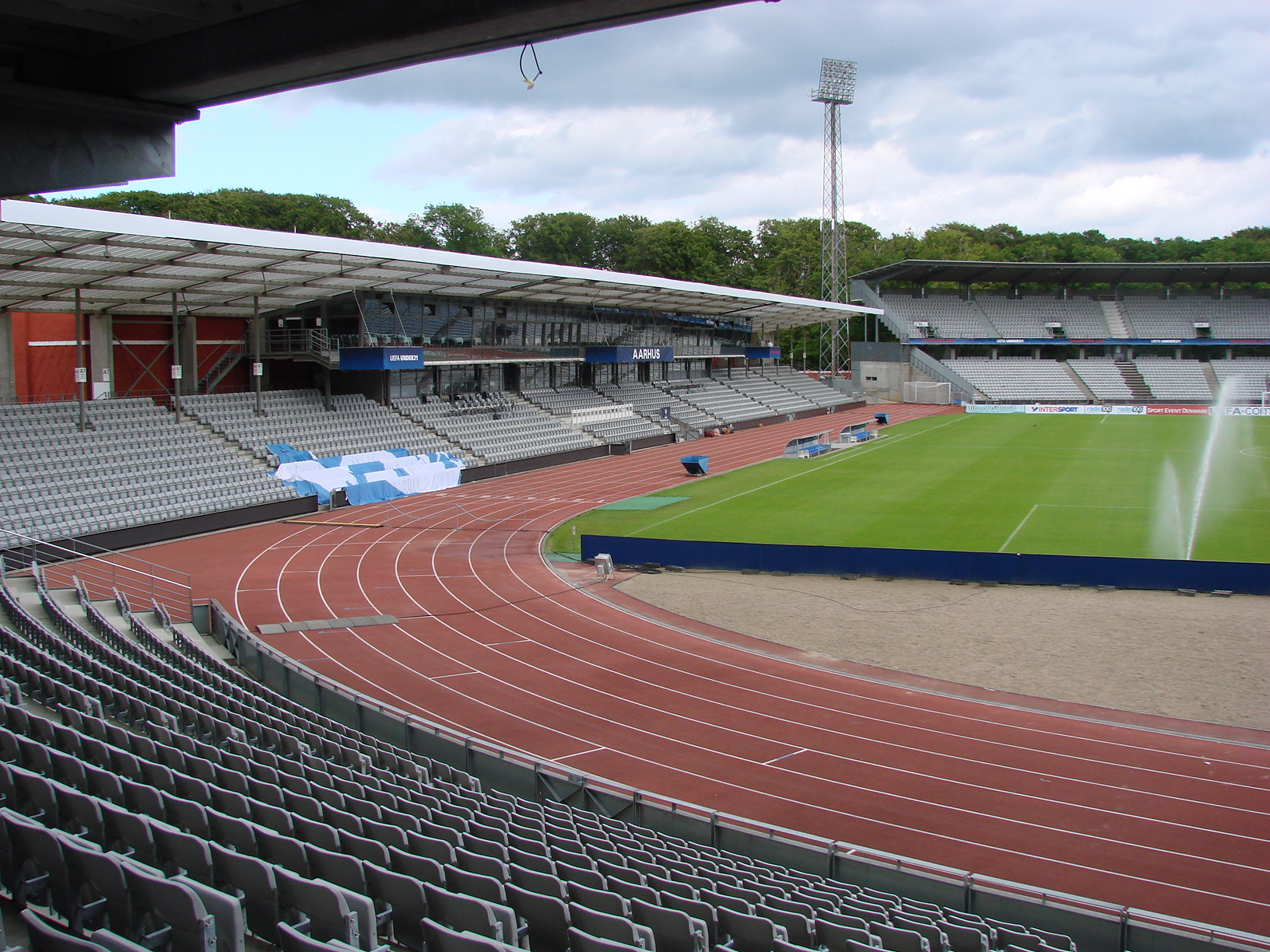
Im Innern des Stadions (2011)

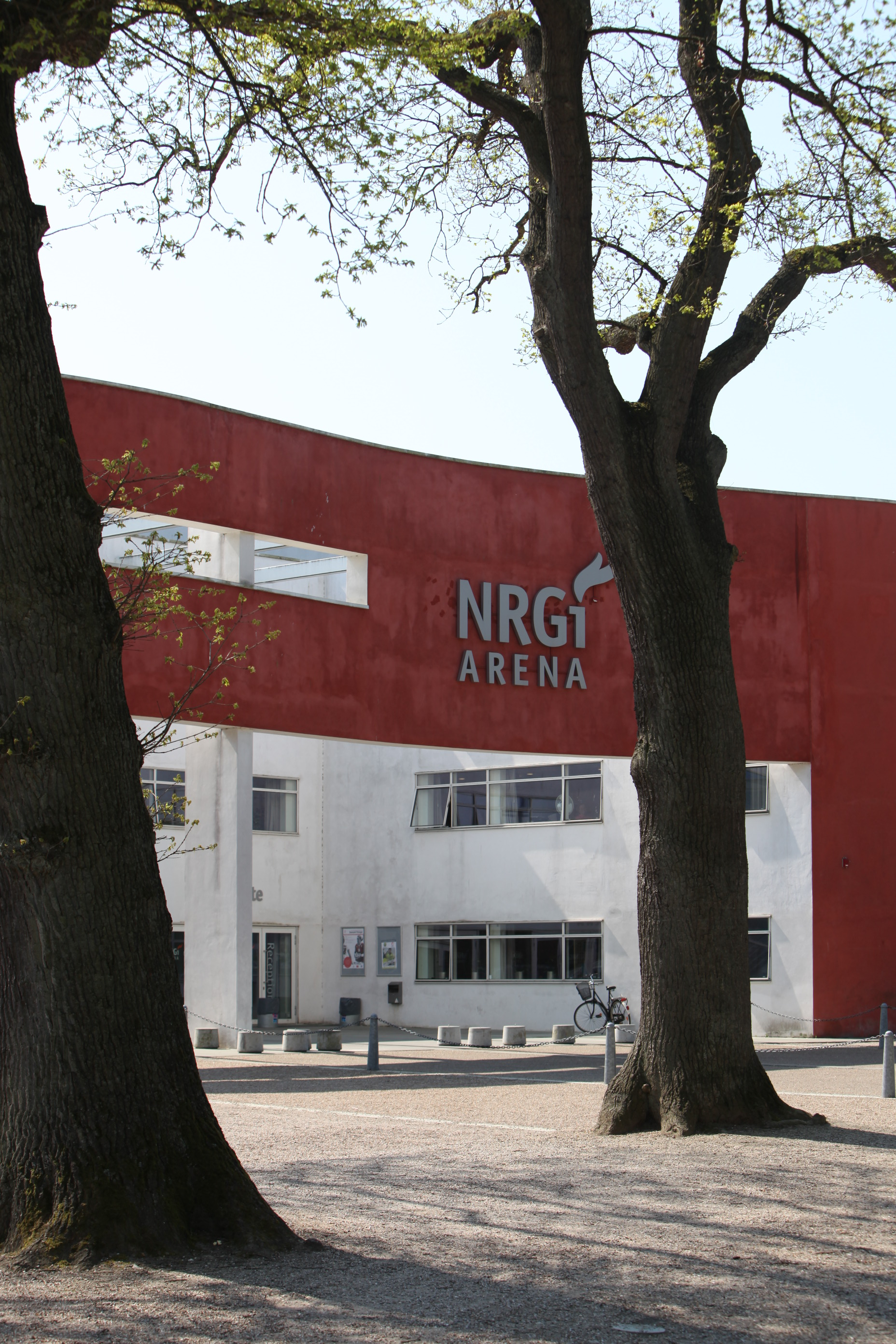
Die Mehrzweckhalle Ceres Arena von außen mit altem Namen (2009)

- Gesamtkapazität: 19.433 Sitzplätze[7]
  - Hørkram Tribunen (Tribüne A): 2.326 Plätze
  - Bravida Tribunen (Tribüne B): 4.610 Plätze
  - Ceres Tribunen (Tribüne C): 7.873 Plätze
  - Super1Rent Tribunen (Tribüne D): 4.624 Plätze, davon 1.306 Plätze für die Gästefans
- Hinzu kommen 20 Plätze für Journalisten und 40 behindertengerechte Plätze.

## Konzerte
Im Stadion finden neben den Fußballspielen auch Konzerte statt wie u. a. von Elton John, Depeche Mode, den Eagles oder George Michael.

## Neubau
Auf dem Grund des über 100 Jahre alten Ceres Park soll bis Mitte 2026 in mehreren Phasen ein neues Fußballstadion ohne Leichtathletikanlage, die Skovens Arena mit 24.000 Plätzen, entstehen. Der Beginn der Arbeiten soll mit dem Abriss der Hørkram Tribunen (Tribüne A) Anfang Januar 2024 beginnen. In der Endphase soll der Aarhus GF von 2025 bis zur Eröffnung des Neubaus zur Saison 2026/27 im Sommer 2026 in einem temporären Stadion mit Platz für 8000 bis 12.000 Zuschauer spielen.